# Hillested Sogn
Hillested Sogn er et sogn i Maribo Domprovsti (Lolland-Falsters Stift).
Hillested Sogn fra Fuglse Herred i Maribo Amt var et selvstændigt pastorat indtil det i 1688 blev anneks til Maribo Domsogn i Maribo købstad. Hillested sognekommune blev ved kommunalreformen i 1970 indlemmet i Maribo Kommune, der ved strukturreformen i 2007 indgik i Lolland Kommune. 
I Hillested Sogn ligger Hillested Kirke.
I sognet findes følgende autoriserede stednavne:
- Binnitse (ejerlav, landbrugsejendom)
- Binnitse Mark (bebyggelse)
- Hillested (bebyggelse, ejerlav)
- Håred (bebyggelse, ejerlav)
- Rå (bebyggelse, ejerlav)
- Vimmelmose (bebyggelse)
- Ågabet (bebyggelse)